# Tramway de La Corogne
Le tramway de La Corogne était un tramway ayant circulé dans la ville de La Corogne, en Espagne. Inauguré dans un but touristique en 1997 eu réutilisant d'anciennes motrices, il comportait une ligne unique comprenant 10 arrêts. Il a cessé de fonctionner en 2011.

## Historique
La ligne a été ouverte entre 1997 et 2002 et fermée en juillet 2011.
Un premier tronçon est inauguré le 10 mai 1997 entre le Castillo de San Antón (chateau de Saint Antoine) et la Torre de Hércules (Tour d'Hercule). Sa longueur est de 2,3 Km. Ensuite une extension rentre en service le 23 avril 1999 entre la Torre de Herculès et la plaza de los surfistas puis le 7 août 2000, deux courtes sections sont réalisées entre la plaza de los surfistas et estadio de Riazor à l'ouest et entre le Castillo de San Anton et la Puerta Real à l'est. La longueur totale de la ligne est de 10.310 mètres.

## Réseau actuel

### Infrastructure
La ligne est construite à l'écartement métrique. Elle a son origine à la Puerta Real se dirige vers le Castillo San Anton, la Torre d'Hercules et rejoint le stade de football "Estadio Riazor" en longeant le bord de mer.
Ce trajet a une longueur de 10.310 m. Le terminus ouest de Riazor est accessible par une voie unique. Le reste du parcours depuis le Fonte de los surfistas (le front des surfers), est équipé d'une voie double, chaque voie étant située sur le bord de la chaussée.
Le dépôt des tramways comprend 5 voies. Il est situé à proximité de la Torro de Hercules (la tour d'Hercule).

### Matériel roulant
La particularité du tramway de la Corogne est d'employer des véhicules anciens pour assurer son exploitation. Une flotte de 4 véhicules a circulé. Les châssis proviennent des Tramways de Lisbonne  et leurs essieux ont été convertis à la voie métrique, l'écartement de Lisbonne étant de 900mm .

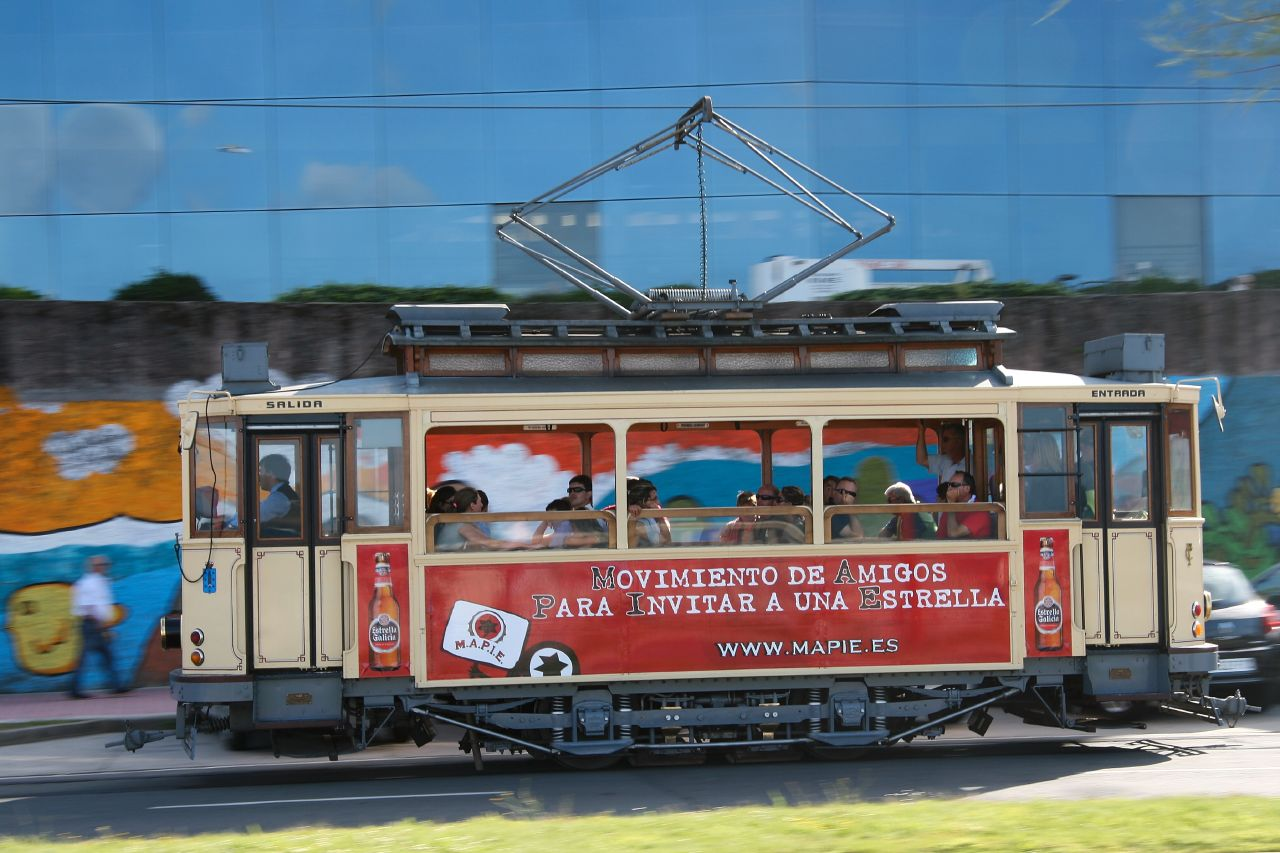
N°27, motrice reconstruite sur châssis N°704 et caisse neuve
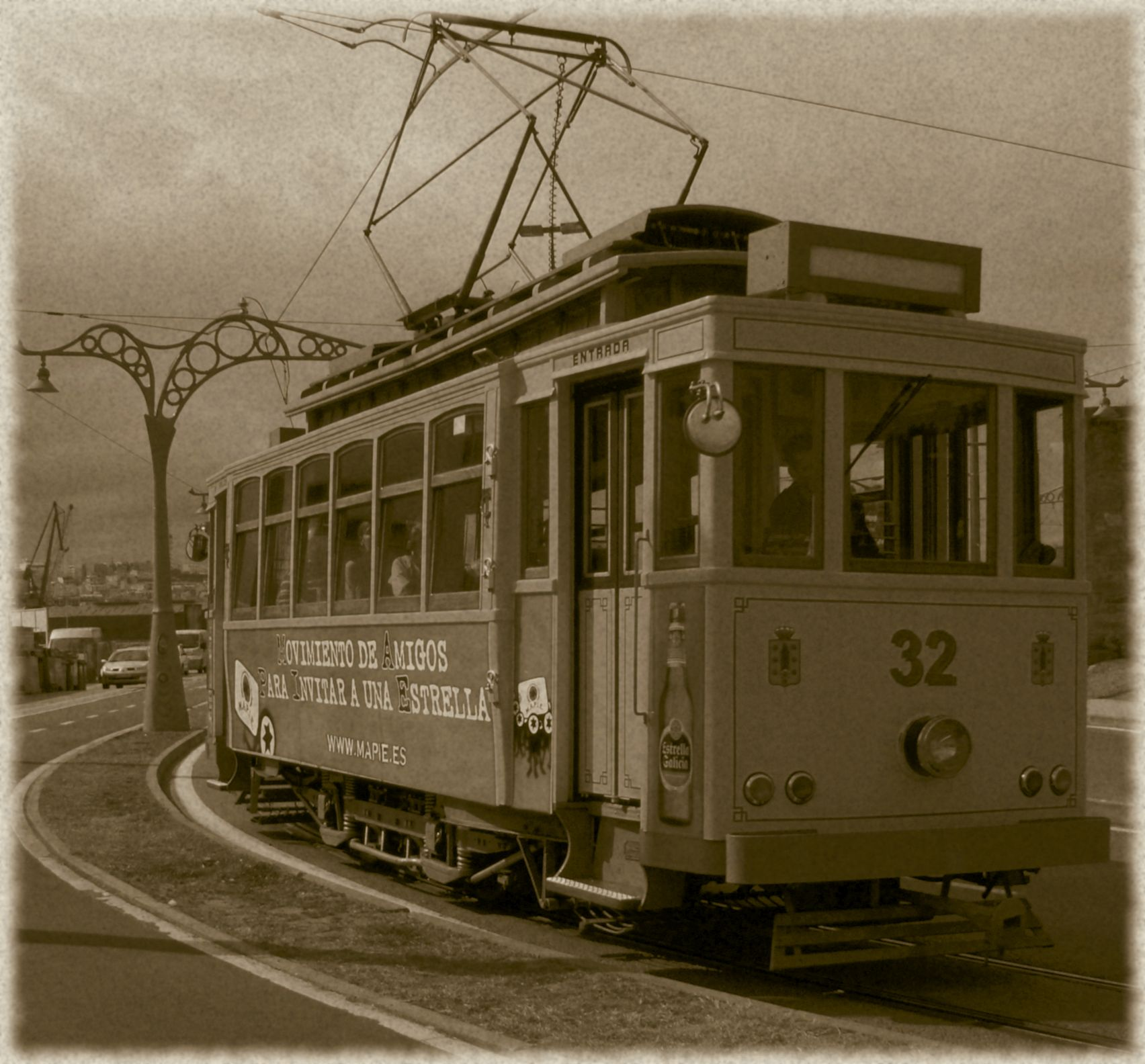
N°32, motrice reconstruite sur châssis N°728 et caisse ancienne rénovée
- N°100,motrice reconstruite sur châssis N°743 et caisse provenant des Tramways de Lisbonne
- N°101,motrice reconstruite sur châssis N°712 et caisse provenant des Tramways de Lisbonne
- Motrice N° 27
- Motrice N° 32
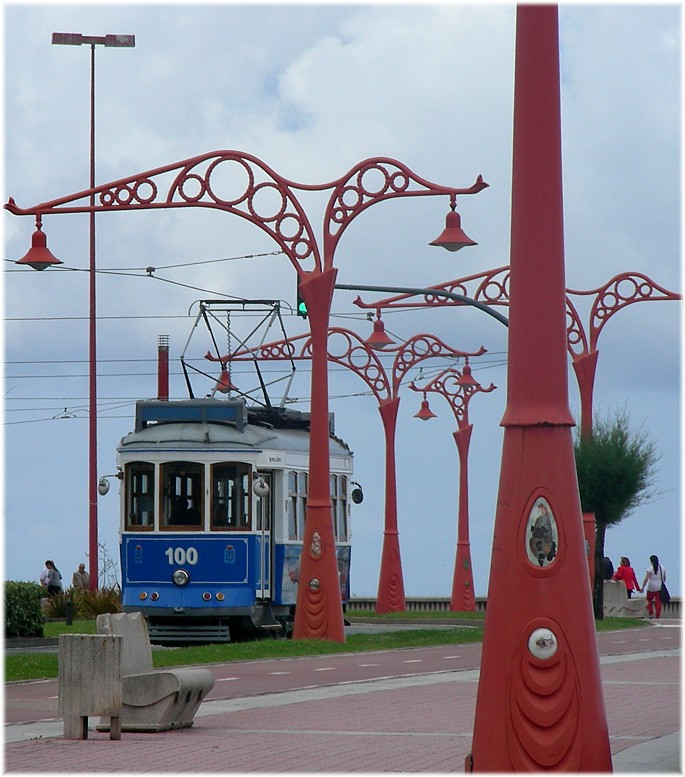
Motrice 100 devant les poteaux de ligne aérienne dont la forme crée une ambiance ludique.
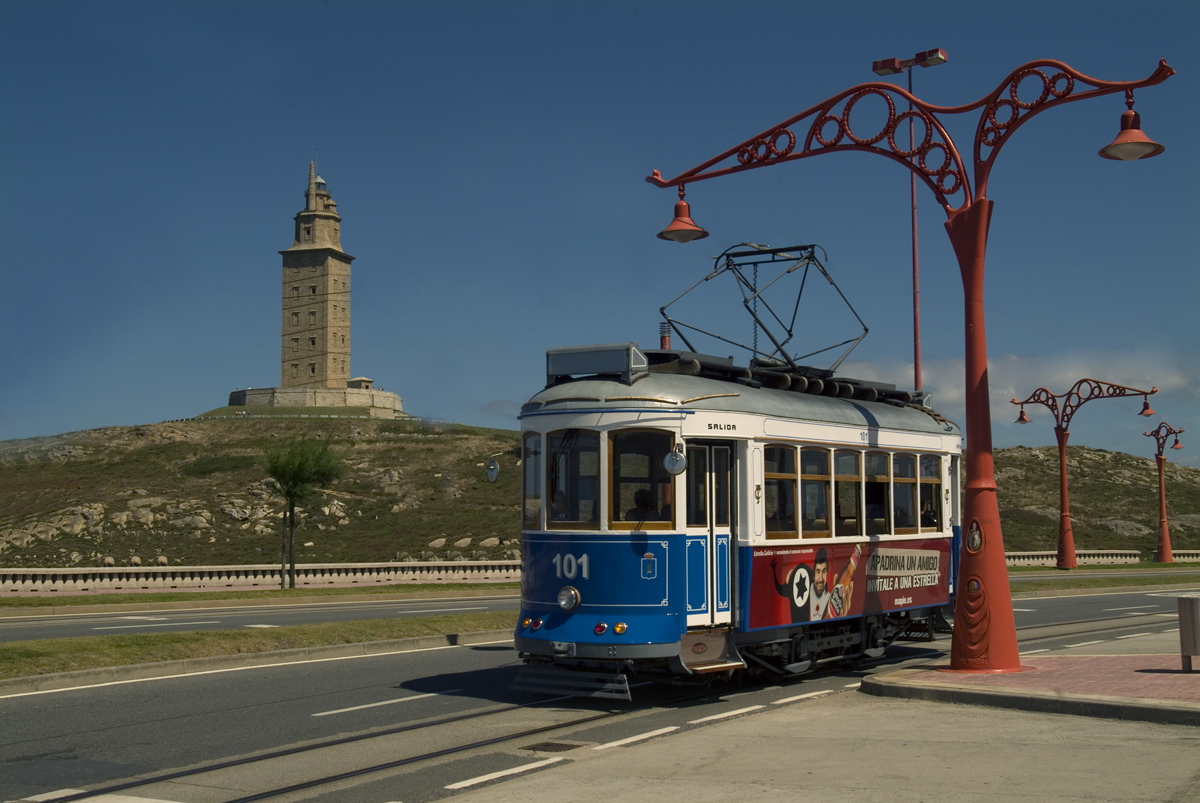
Motrice 101 devant la tour d'Hercule.
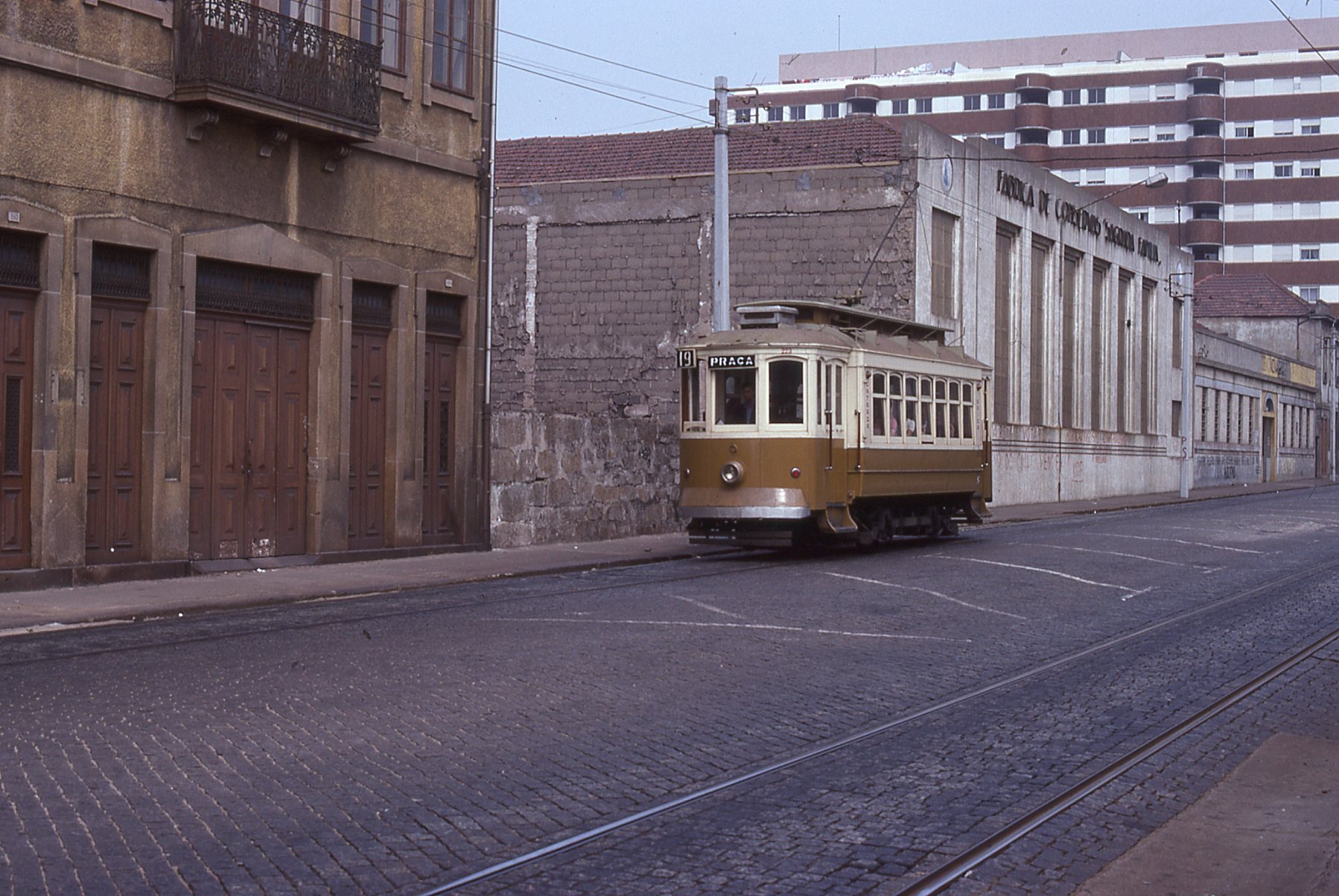
motrice 201 ici à Porto.

Trois autres véhicules ont été acquis auprès du réseau des tramways de Porto. Un seul véhicule a été remis en service
- N° 201, ex Porto n° 223, remis en service, adapté à l'écartement métrique, initialement à l'écartement de 1435mm
- N° 212, non restauré,
- N° 214, non restauré,
Une motrice provient des tramways de Saragosse et a circulé occasionnellement
- N° 57, restaurée.

### Circulation exceptionnelle

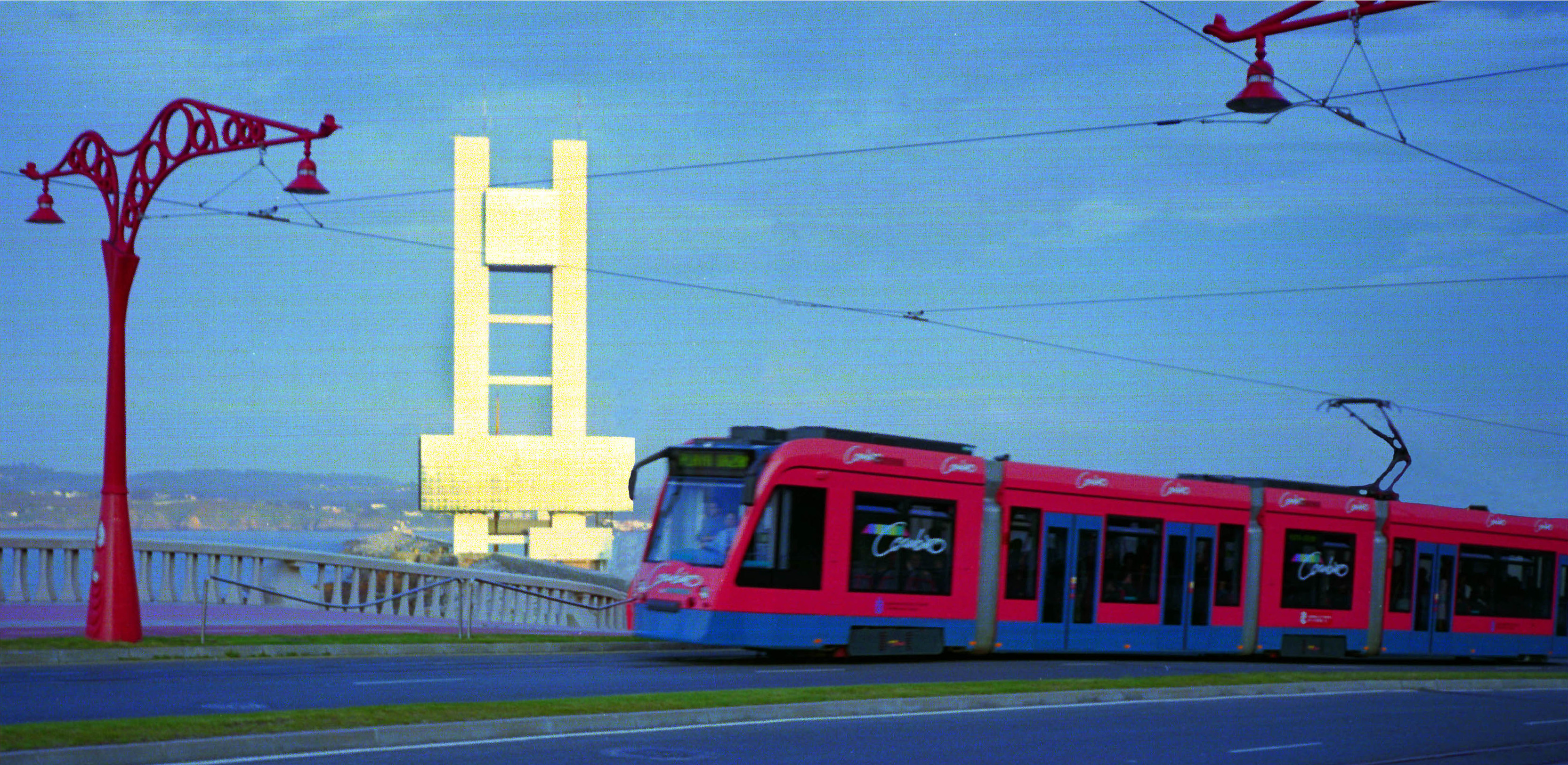
Tramway Siemens Combino en essai en 1999.

En 1999, un prototype Siemens Combino provenant du réseau de tramway de la ville d'Alicante et équipé d'un plancher bas intégral a circulé sur la ligne a titre d'essai.

### Avenir du tramway
Après avoir envisagé de le remettre en service au cours de l'année 2019, les autorités municipales font le choix de supprimer définitivement la ligne et engagent en 2021 le démontage des installations.